# Sir Collapse
Sir Collapse ist eine Band aus Neuss. Sie spielt in der klassischen Rockbesetzung mit Gesang, Gitarre, Bass und Schlagzeug. Stilistisch wird sie dem Alternative Rock zugeordnet.

## Geschichte
Im Herbst 2013 entstand zunächst ein lockeres Jamprojekt von Martin Herrmann, Philipp Krach und Lukas Küppers. Mit dem Einstieg von Dennis Özmen entwickelte sich das Quartett zu einer festen Band. Seit dem ersten Konzert im Sommer 2014 ist die Formation live aktiv und veröffentlichte seit ihrer Gründung ein Demo, eine EP sowie ein Album.

## Stil
Die Band selbst beschreibt ihren Stil schlicht als Alternative Rock, in welchem die verschiedenen Einflüsse der Musiker verarbeitet werden. So treten Elemente des Grunge, Noise-Rock sowie in Ansätzen Stoner Rock und Punk hervor. Der Gesamtsound ist nicht zuletzt durch die live aufgenommenen Instrumentalspuren des Albums deutlich rauer und dynamischer als noch auf dem Vorgängertitel Audiofil Citrate.

## Diskografie

### Veröffentlichungen
- 2015: Demo
- 2016: Audiofil Citrate
- 2018: Walk to the Moon

### Sampler-Beiträge
- 2016: Finestnoise – Der Sampler No 34
- 2018: Crystal Yard Sampler Vol. 1
- 2019: Freepunk-Records: Steamroller Ride Sampler Vol. 1